# Henri Charles de la Trémoille

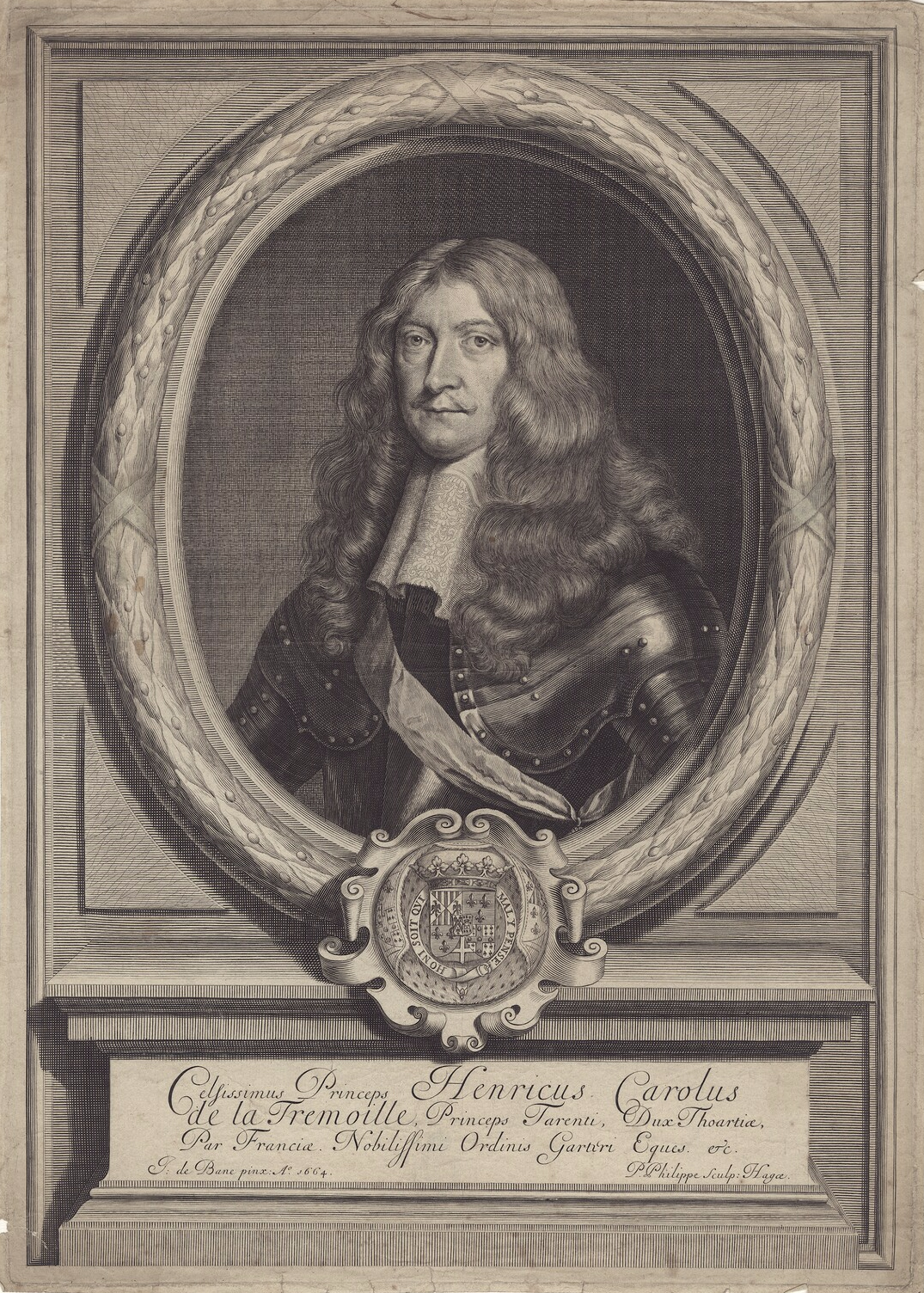
Henri Charles de La Trémoïlle

Henri Charles de La Trémoïlle (Thouars, 17 december 1620 - aldaar, 14 september 1672) was de zoon van Henri III de la Trémoïlle, hertog van Thouars, hertog de La Trémoïlle en Marie de La Tour d'Auvergne, een dochter van Elisabeth van Nassau. Henri Charles is een kleinzoon van Charlotte Brabantina van Nassau, een dochter van Willem van Oranje en Charlotte van Bourbon; Henri III was haar oudste zoon.

Wapen van Henri Charles de la Trémoille

Henri Carles was de jeugdliefde van Louise Henriëtte van Nassau, de oudste dochter van Frederik Hendrik en Amalia van Solms. Zij schreven elkaar heimelijk brieven.
Een citaat uit een van de brieven van Louise Henriëtte: 

't Is te beklagen dat ick om sijn geltz wil en een weinich landt soo ongeluckig moet sijn en verkogt worden. Och, wast ick doch doot of wast ick eene bouerin soo mocht ick doch iemantz nemen die ick kende nae mijn sinn en die ick liefhad.

Amalia van Solms deed er alles aan een huwelijk tegen te houden, omdat ze haar dochter wilde laten trouwen met iemand van koninklijken bloede.
In 1628 bekeerden Henri Charles en zijn vader zich tot het katholicisme, maar hun vrouw en moeder, Marie de La Tour d'Auvergne, bleef protestant. In 1638 vocht Henri Charles mee in het leger van de prins van Oranje. Van 1651 tot 1653 vocht hij onder Lodewijk II van Bourbon-Condé tijdens de opstand van La Fronde, waarna hij terugkeerde naar Holland. Toen in 1655 zijn zoon Charles Belgique Hollande gedoopt werd in de Kloosterkerk, waren koning Karel X Gustaaf van Zweden, de Staten-Generaal en de Staten van Holland de peetouders voor het kind. Henri Charles overleed in 1672, twee jaar voor zijn vader. Charles Belgique Hollande, zijn zoon die zijn voornamen heeft gekregen als eerbetoon aan de Nederlanden, volgde zijn grootvader op als hertog van Thouars.

## Huwelijk
Op 15 mei 1648 trouwde Henri Charles met Emilia van Hessen-Kassel (1626-1693), dochter van Willem V van Hessen-Kassel en Amalie Elisabeth van Hanau-Münzenberg. Amalie Elisabeth was een dochter van Catharina Belgica van Nassau, de derde dochter van Willem van Oranje en diens derde echtgenote Charlotte van Bourbon. Henri Charles de la Trémoïlle en Emilia van Hessen-Kassel kregen vijf kinderen:
- Charlotte Amélie (3 januari 1652 - 21 januari 1732). Zij trouwde Anton van Aldenburg (1633-1681)
- Charles Belgique Hollande (Den Haag, gedoopt 18 juli 1655 - Parijs, 1 juni 1709),[2] hertog van Thouars, hertog de La Trémoïlle, Pair van Frankrijk. Hij trouwde Madeleine de Créquy (1662-1707). Zij kregen twee kinderen: Charles Louis Bretagne de la Trémoïlle (1683-1719) en Marie Armande Victoire de la Trémoïlle (1677 - 1717)
- Frédéric Guillaume (1658 - 1738), prins van Talmont, graaf van Taillebourg en Benon, huwde op 2 februari 1707 met Elisabeth de Bullion.
- Henriette Céleste (18 juli 1662, jong overleden)
- Marie Sylvie (18 juillet 1662 - 1692).

Het geslacht, met de titel van hertog van Trémoïlle, stierf in 1933 in mannelijke lijn uit. De naam wordt voortgezet door de kinderen van de oudere zus van de laatste hertog van Trémoïlle, Charlotte de la Trémoïlle (1892-1971) die trouwde met prins Henri de Ligne (1881-1967); hun zoon en nageslacht dragen de naam de Ligne de la Trémoïlle.